# Punk tang edges
『punk tang edges』（パンク・タン・エッジズ）は、1998年10月25日にリリースされたFENCE OF DEFENSEの11枚目のアルバム。

## 解説
前作『XXX』をリリースしたポリドール（現ユニバーサル・ミュージック）からイーストウエスト・ジャパン（現ワーナーミュージック・ジャパン）移籍第1弾アルバム。
タイトルは語感重視で特に意味はないらしい。
目が「FOD」の3文字になっている人の顔を描いたジャケットが表面と思わせながら、実はアメコミ風のイラストが描かれた裏ジャケが表という、ユニークな細工のパッケージング。
本作よりEPIC・ソニー所属時代と同様に再びセルフ・プロデュースに戻る。
この頃、西村がPro Toolsを購入、自宅でレコーディングが出来るようになり、さらにオールナイトのクラブイベントに通うようになったことから、テクノなどを取り入れたデジタルサウンドを全面的に打ち出し「原点回帰」とも称されている。

## 収録曲
| 全編曲: FENCE OF DEFENSE。 |                          |                                        |           |       |
| #                          | タイトル                 | 作詞                                   | 作曲      | 時間  |
| 1.                         | 「SOUL X-PLOSION」       | 石川雅敏、西村麻聡                     | 西村麻聡  | 5:01  |
| 2.                         | 「Mystic Rain」          | 斉藤友理、石川雅敏、酒井智子           | 北島健二  | 6:12  |
| 3.                         | 「イタイイタイ抱きたい」 | 石川雅敏                               | 西村麻聡  | 5:42  |
| 4.                         | 「世界は嵐のままでいい」 | 石川雅敏、酒井智子、西村麻聡           | 西村麻聡  | 6:01  |
| 5.                         | 「真実の絆」             | 斉藤友理、西村麻聡                     | 西村麻聡  | 5:39  |
| 6.                         | 「Fresh Killed Love」    | 西村麻聡                               | 西村麻聡  | 5:23  |
| 7.                         | 「MARIA」                | 石川雅敏、西村麻聡                     | 西村麻聡  | 5:27  |
| 8.                         | 「ガラスの十字架」       | 高井麗、石川雅敏、酒井智子、西村麻聡   | 西村麻聡  | 6:17  |
| 9.                         | 「Fetishismatic Desire」 | 斉藤友理、石川雅敏、北島健二、西村麻聡 | 西村麻聡  | 6:38  |
| 10.                        | 「Sensual Politian」     | 高井麗、関雅夫、酒井智子、西村麻聡     | 西村麻聡  | 21:40 |
| 合計時間:                  | 合計時間:                | 合計時間:                              | 合計時間: | 74:00 |

## 楽曲解説
1. SOUL X-PLOSION
2. Mystic Rain
3. イタイイタイ抱きたい
4. 世界は嵐のままでいい
5. 真実の絆
6. Fresh Killed Love
  - 「9.9.9」の進化系とも謳われているナンバー。後の同年11月10日に本曲のリミックスバージョンを複数収録したマキシシングル「Fresh Killed Love Remix!」がワーナーのインディーズ・レーベルから2,000枚限定でリリースされた。
7. MARIA
8. ガラスの十字架
9. Fetishismatic Desire
10. Sensual Politian
  - この曲の終了後、20数分の無音状態が続き、西村の吐息が一瞬だけ聴こえて再生が終了する奇妙な演出が施されている。